# Station Igny
Igny is een station aan lijn V van het Transilien-netwerk gelegen in de Franse gemeente Igny in het departement Essonne.
Voor december 2024 werd het station bediend als onderdeel van een van de aftakkingen van lijn C van het RER-netwerk.